# 一亞
一亞（Eä）, 昆雅語詞語, 意指存在的空間，相當於現實世界中的宇宙。一亞包裹着阿爾達（Arda, 對應現實世界中的太陽系）和深淵（亞爾達以外的、一亞以內的外太空），但一亞不包括虛空（一亞被造創出來之前就已經存在的廣闊空間）和造物主伊露維塔神所居住的永恆大殿（Timeless Halls）。
埃奴把那裡稱為「小王國」，因為對埃奴而言，那裡真是個不起眼的地方，所以祂們只會將一亞當作永恆大殿一枝柱子的地基，但伊露維塔神認為事物的意義不在於其大小。
後來有不少埃奴離開永恆大殿並進入一亞，當中力量最強的十幾位埃奴被稱為維拉:35，其餘的埃奴被稱為邁雅。
根據《中洲的歷史》一書所提出的説法，在一亞之內, 除了英巴爾（Imbar, 對應現實世界中的地球）之外，還有其他類似於英巴爾的、數量未知的星體。這些星體並非天空中的星辰，而是位於太空中的天體。由於這些星體的詳細情況不明，因此被稱為「未知的世界」。在故事世界中，就連邁雅也不清楚它們是怎樣的，只有維拉對其有所了解。儘管如此, 不過阿爾達仍然是中土世界中最重要的故事舞台。

## 與基督敎聖典《聖經》之間的關係
伊露維塔神在埃努的大樂章演奏完畢的那一刻大聲説道：「一亞! 讓這一切存在吧！」對應在猶太教聖典《希伯來聖經》中 上主造創萬物時所説的第一句話：「讓這裡有光吧！」